# Región metropolitana del Alto Valle de Itajaí
La Región Metropolitana del Alto Valle de Itajaí (en portugués: Região Metropolitana do Vale do Itajaí), es una región metropolitana de Brasil creada en 2010 por la ley estatal n°523.
Su ciudad sede es Rio do Sul que junto con Ibirama, Ituporanga, Pomerode y Taió forman el núcleo urbano, más 23 municipios del núcleo de expansión.

## Municipios

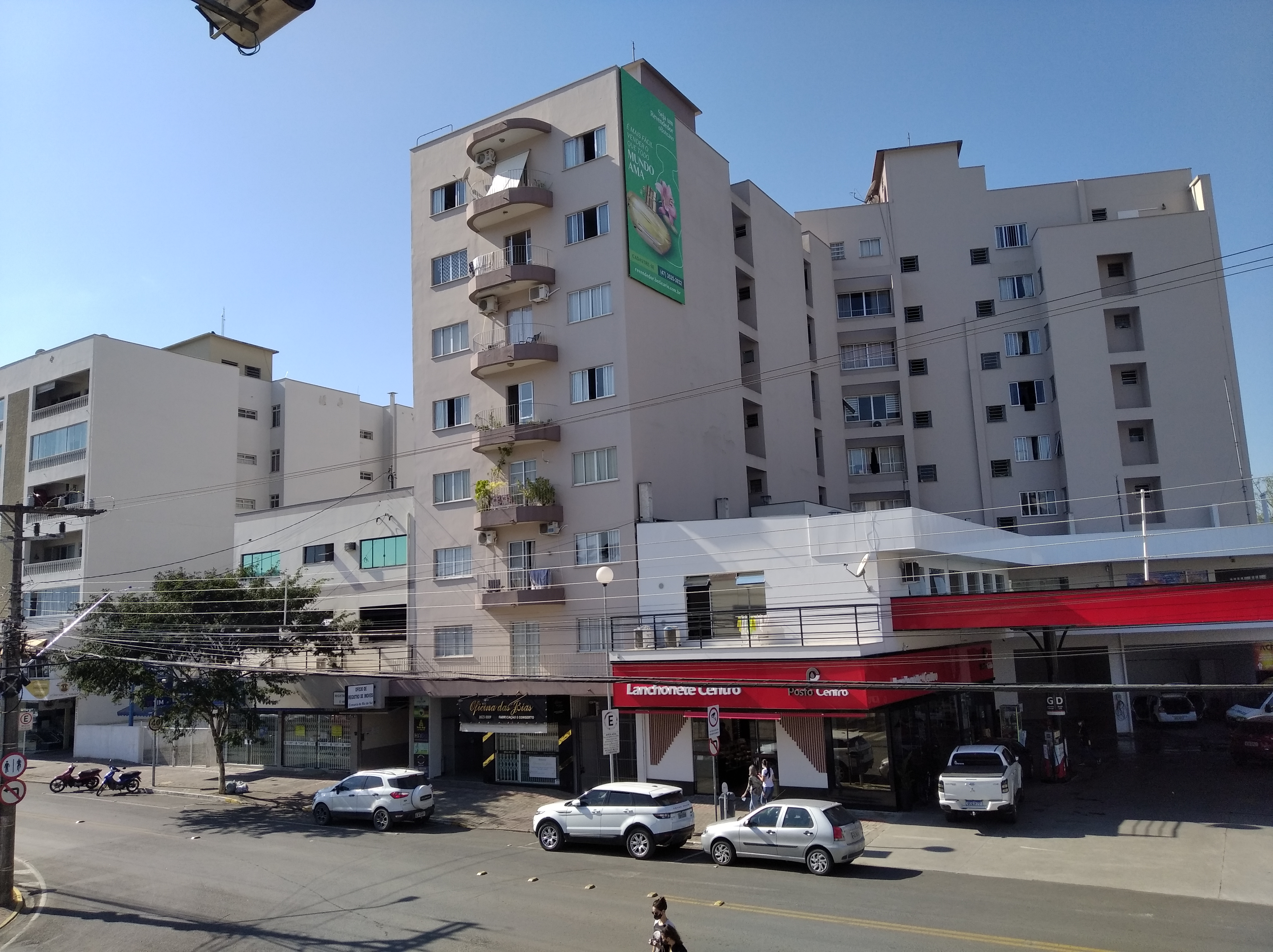
Rio do Sul.

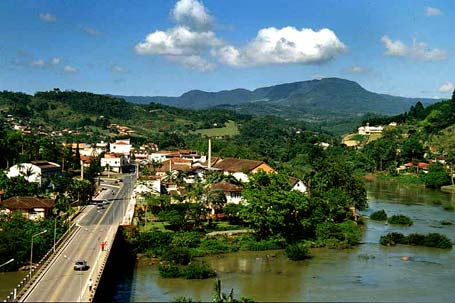
Ibirama.

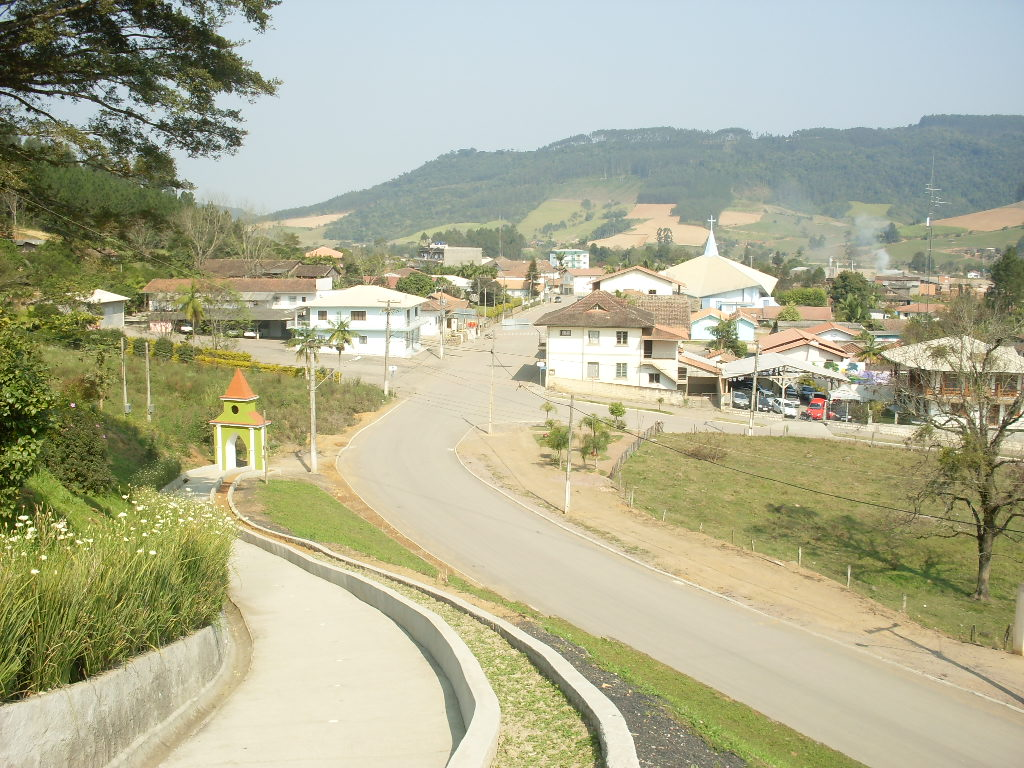
José Boiteux.

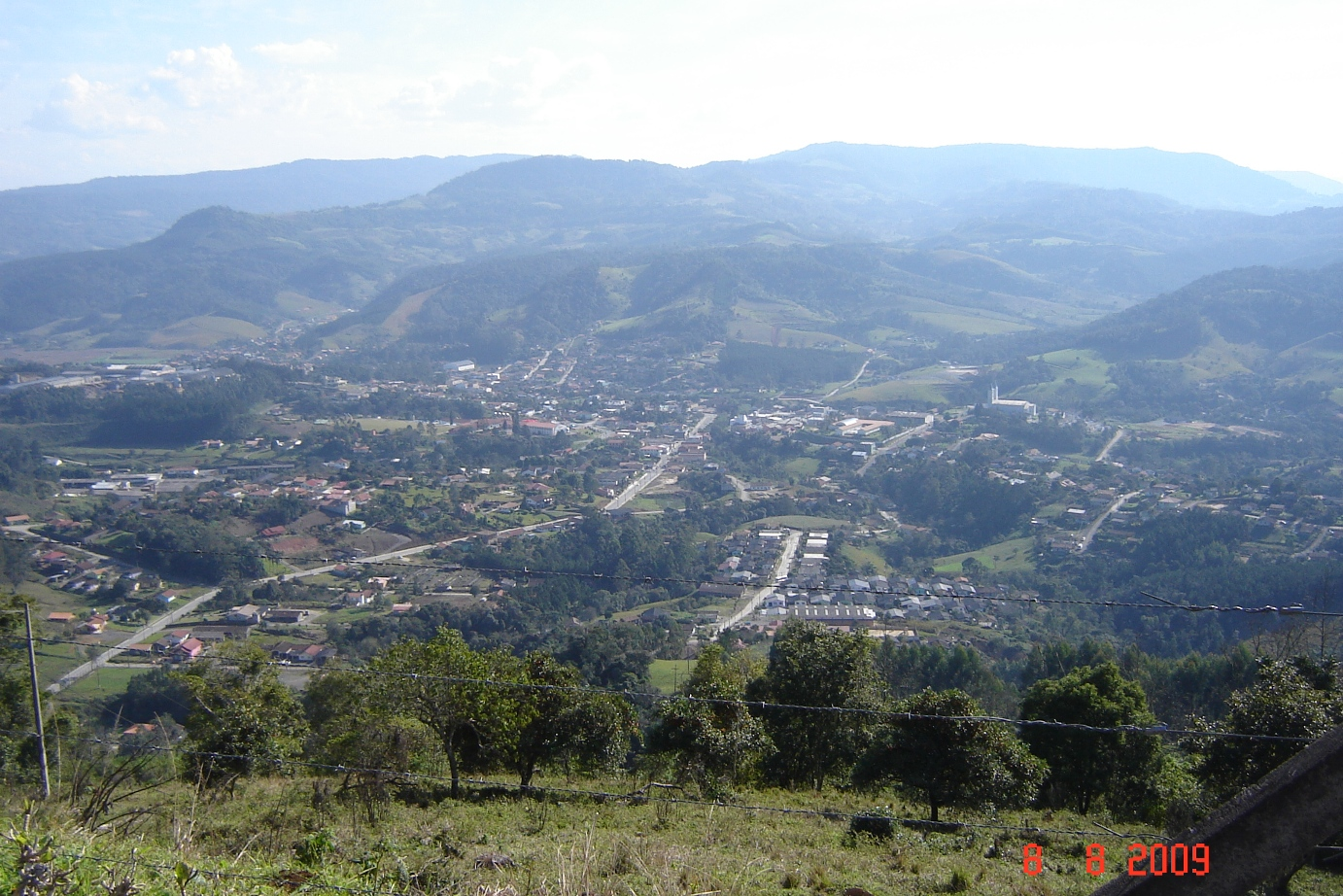
Salete.

| Município           | Colonización | Emancipación |
| ------------------- | ------------ | ------------ |
| Agrolândia          | 1916         | 12/06/1962   |
| Agronômica          | 1909         | 08/04/1964   |
| Atalanta            | 1930         | 04/12/1964   |
| Aurora              | 1910         | 08/04/1964   |
| Chapadão do Lageado | 1929         | 29/11/1995   |
| Dona Emma           | 1919         | 17/05/1962   |
| Ibirama             | 1897         | 17/02/1934   |
| Imbuia              | 1930         | 23/08/1962   |
| Ituporanga          | 1912         | 30/12/1948   |
| José Boiteux        | 1897         | 26/04/1989   |
| Laurentino          | 1907         | 12/06/1962   |
| Lontras             | 1850         | 19/12/1961   |
| Mirim Doce          | 1904         | 26/09/1991   |
| Petrolândia         | 1915         | 26/07/1962   |
| Pouso Redondo       | 1893         | 21/06/1958   |
| Presidente Getúlio  | 1904         | 30/12/1953   |
| Presidente Nereu    | 1920         | 19/12/1961   |
| Rio do Campo        | 1922         | 20/12/1961   |
| Rio do Oeste        | 1912         | 23/06/1958   |
| Rio do Sul          | 1892         | 10/10/1930   |
| Salete              | 1925         | 29/12/1961   |
| Santa Terezinha     | 1940         | 26/09/1991   |
| Taió                | 1917         | 30/12/1948   |
| Trombudo Central    | 1904         | 21/06/1958   |
| Vidal Ramos         | 1920         | 03/12/1956   |
| Vitor Meireles      | 1935         | 26/04/1989   |
| Witmarsum           | 1924         | 17/05/1962   |